# GAZ-2330 ティーグル
GAZ-2330 ティーグル（ロシア語: ГАЗ-2330 «Тигр»）は、ロシアの自動車メーカーGAZが製造し、ロシア連邦軍で2006年から運用されている非装甲あるいは軽装甲の全地形対応軍用車両 (装輪装甲車/歩兵機動車) である。また、民間向けにも4輪駆動のSUVとして販売されている。初期の試作車にはGAZ-2975の形式名が付けられていた。
"ティーグル" (Tigr, ロシア語: Тигр)は英語の"Tiger"、日本語の"トラ"に相当する語である。このため本車を"GAZ-2330 タイガー"などと表現する例も見られる。

## 概要
ティーグルはアラブ首長国連邦 (UAE) の要求に基づいて1999年頃から開発が始められ、2000年に開発された最初の試作車がGAZ-2975として、2001年のアブダビ国際防衛展示会"IDEX 2001"で公開された。その後GAZ-2975はUAEでテストされ良好な成績を収めたが、結局量産契約は結ばれなかった。その後GAZはGAZ-2975を改良し、GAZ-2330として2002年～2003年頃に試作車を製造、GAZ-2330はロシア連邦軍によるテストで良い成績を収め、2004年～2005年にかけて最初の量産車96両が製造された。2006年末にロシア連邦軍がGAZ-2330の配備を開始し、2007年より本格的な量産が始まった。

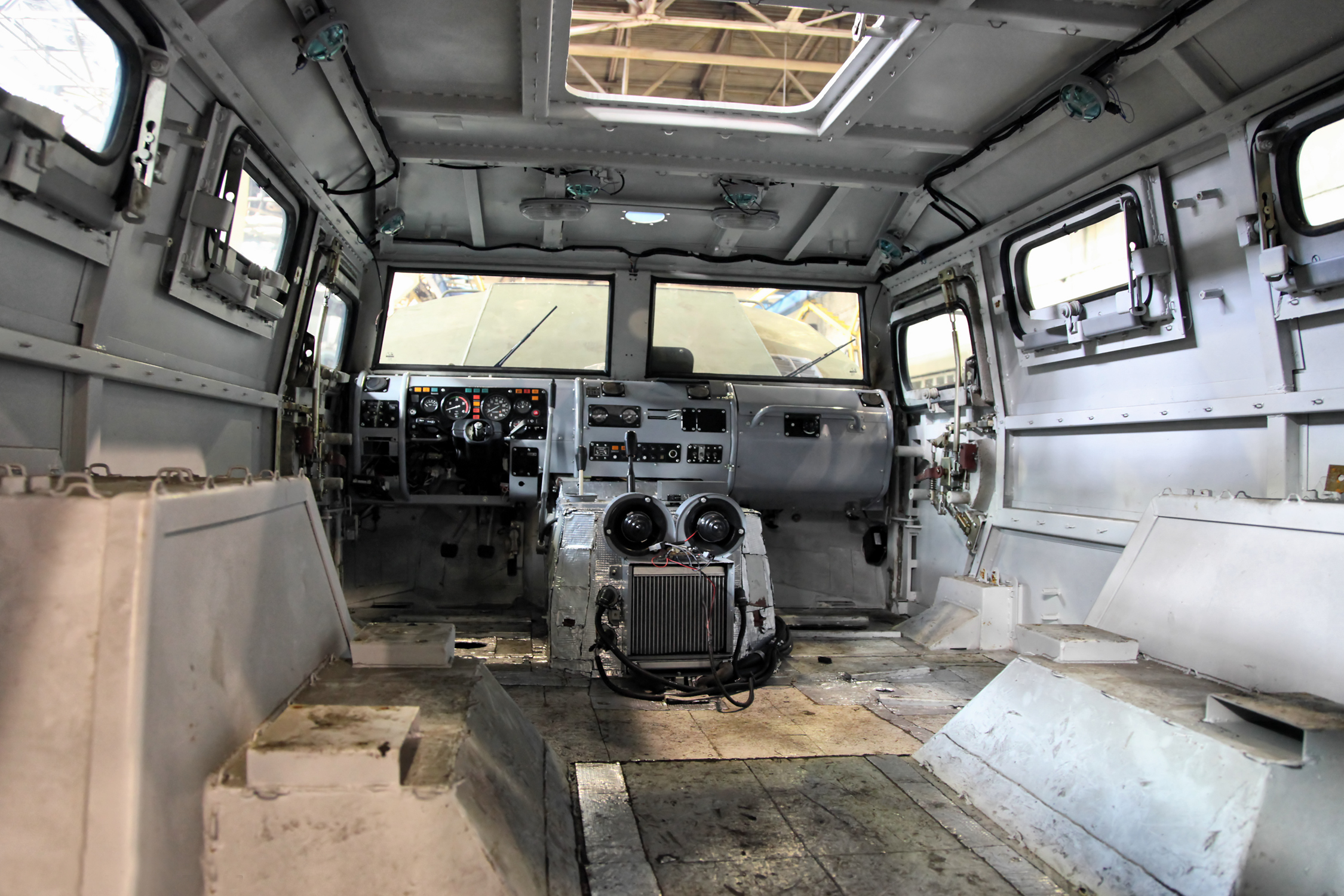
組み立てライン上の車内

ティーグルの車体サイズはアメリカ軍で使用されているハンヴィーとほぼ同等で、約1.5トンの積載容量を持つ。用途に応じた複数のボディスタイルが用意され、様々な作戦に使用可能である。こういった事から本車を"ロシア版ハンヴィー"などと表現する例も見られる。
エンジンはアメリカ合衆国のカミンズ製ターボディーゼル、あるいは自社製GAZ-562ターボディーゼルを搭載する。改良型のGAZ-2331 ティーグルMシリーズの車種にはYaMZ-534ディーゼルエンジンが搭載されている。
武装として銃座にPKP ペチェネグ 7.62mm機関銃やAGS-17 30mmグレネードランチャーを搭載できるほか、一部のモデルではルーフ上にRWS（アルバレット-DMなど）を搭載可能。

## バリエーション
ティーグル (GAZ-2975 / GAZ-2330) には多数のバリエーションが存在する。
GAZ-2975
最初に開発された試作型。非装甲、3ドアのSUV型。
GAZ-2330
2ドアもしくは3ドアの多目的、非装甲SUV型。
GAZ-23304
5ドアの多目的、非装甲SUV型。
GAZ-233001 / GAZ-233011
4ドアの多目的ピックアップトラック型。
GAZ-233002 / GAZ-233012
2ドアの多目的ピックアップトラック型。
GAZ-233003 / GAZ-233013
3ドアの多目的、非装甲SUV型。
GAZ-3121 ティーグル2
非装甲の民間向け車両。2008年より小規模な販売活動が開始され、2009年には本格的な販売が始まった。

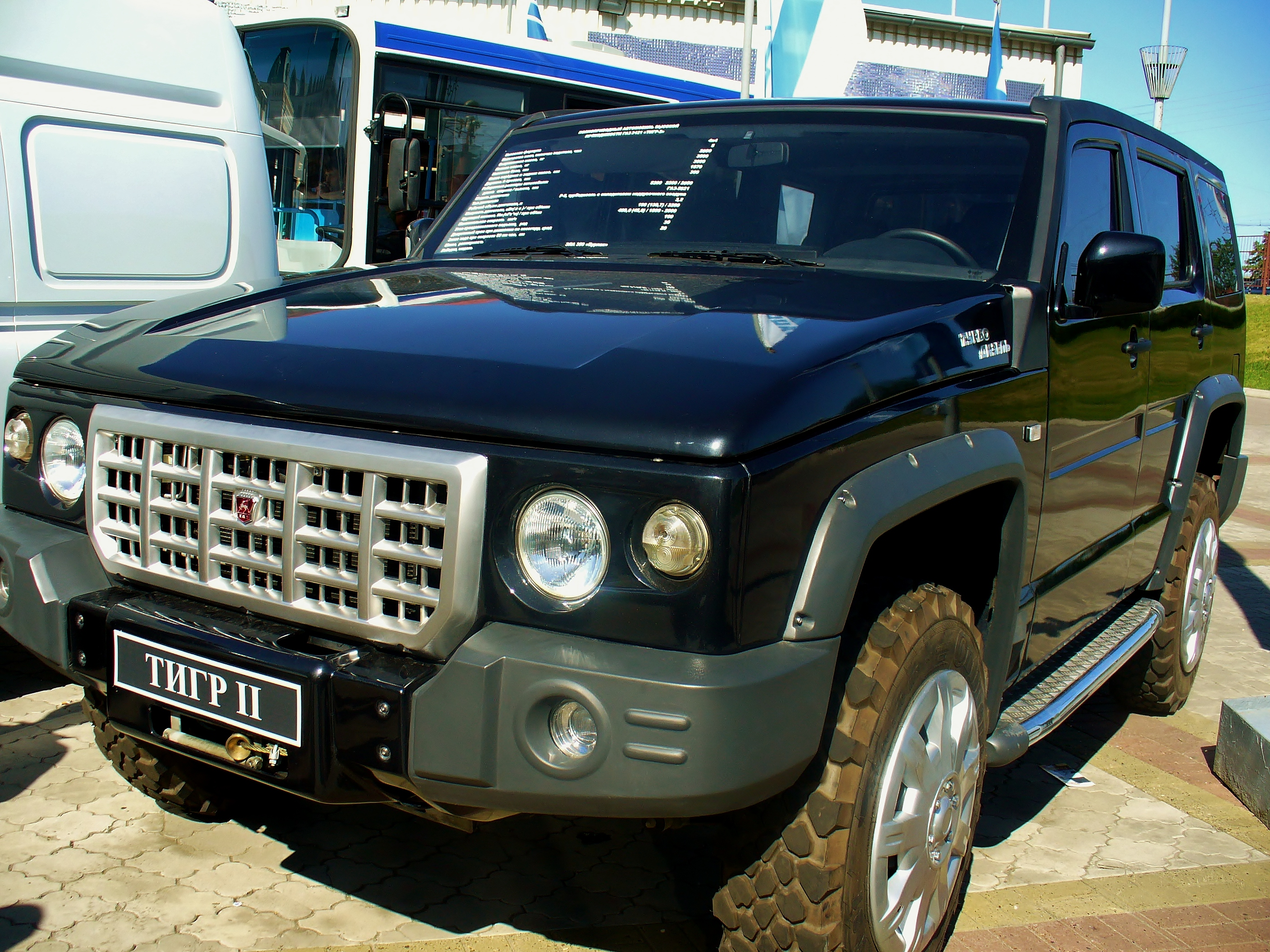
GAZ-3121 ティーグル2、2007年

GAZ-SP46
ティーグルの式典・パレード向け車両。2ドアのコンバーチブル型でルーフ部分を取り外し可能。2007年に計画され、2009年のサンクトペテルブルク対独戦勝パレートで使用された。

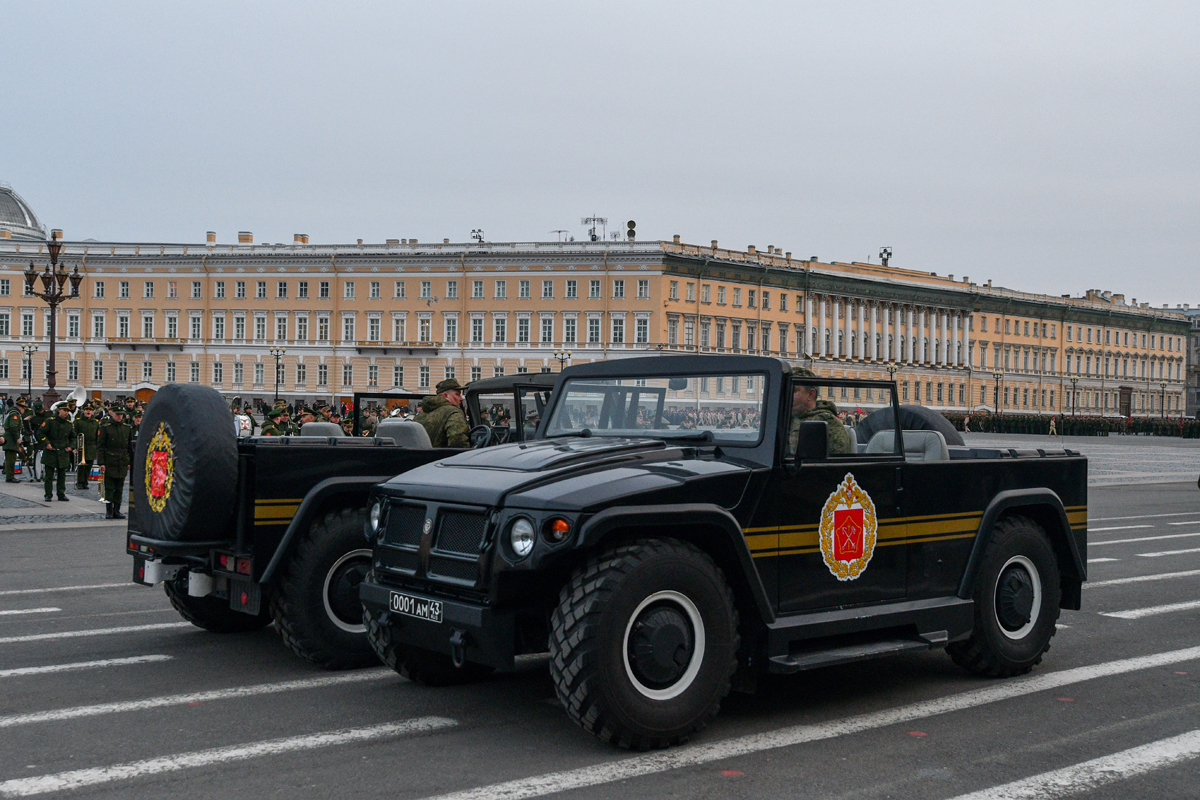
サンクトペテルブルクの宮殿広場におけるGAZ-SP46。

GAZ-233034 SPM-1
ロシア内務省の特別任務民警支隊(OMON) で対テロ作戦用途に使用される軽装甲のSUV型。国際規格"IEC50963規格-96年度版" クラス3（側面および後面）、クラス5（前面）相当の防御力を持つ。

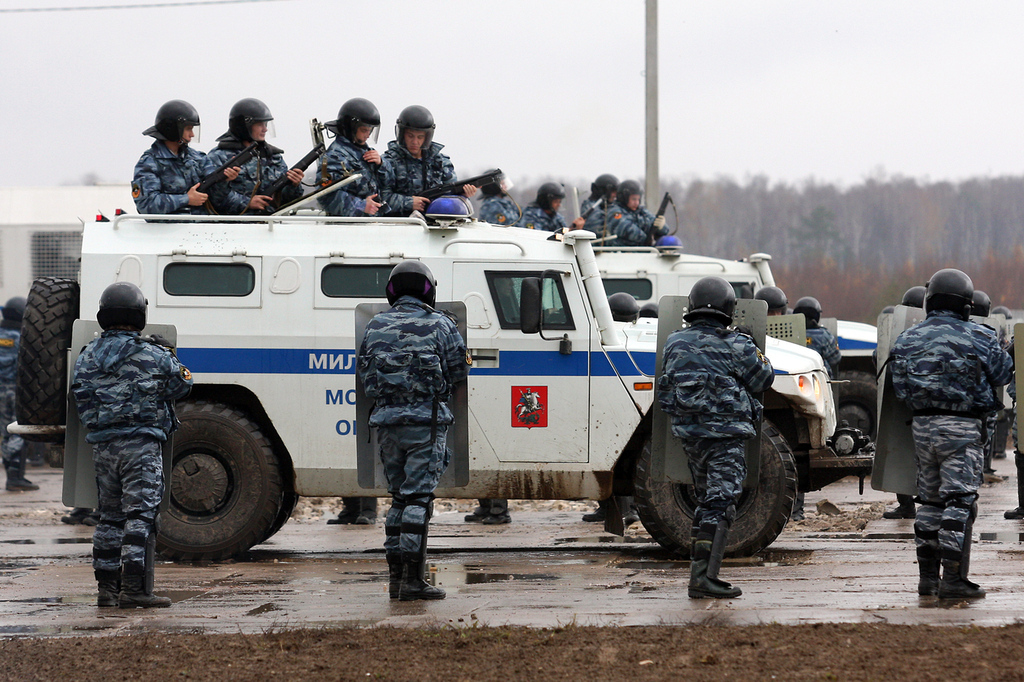
モスクワで対テロ訓練を行なうOMONのSPM-1
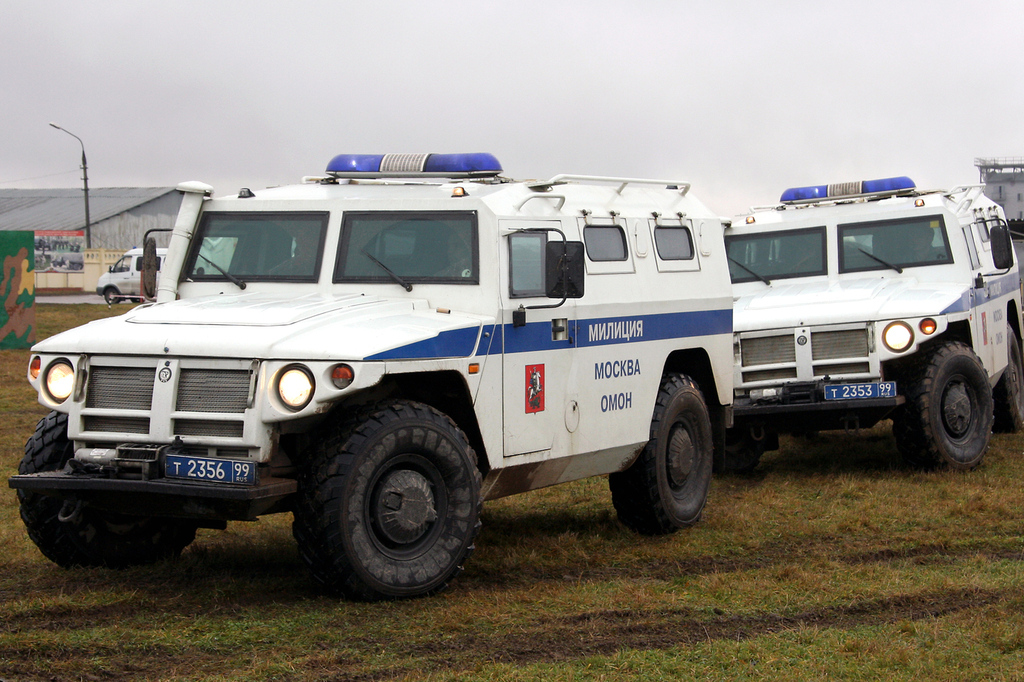
モスクワで対テロ訓練を行なうOMONのSPM-1

GAZ-233034 SPM-1 AAV
GAZ-233034 SPM-1のルーフ上にリモコン式の"タラップ"を搭載した特殊車両。タラップは油圧によって展開され、先端には防弾シールドが装備されている。ハイジャックされた旅客機や、建造物の2階あるいは3階への突入に使用される。AAVは"Aircraft Assault Vehicle"（航空機突入車両）の略。

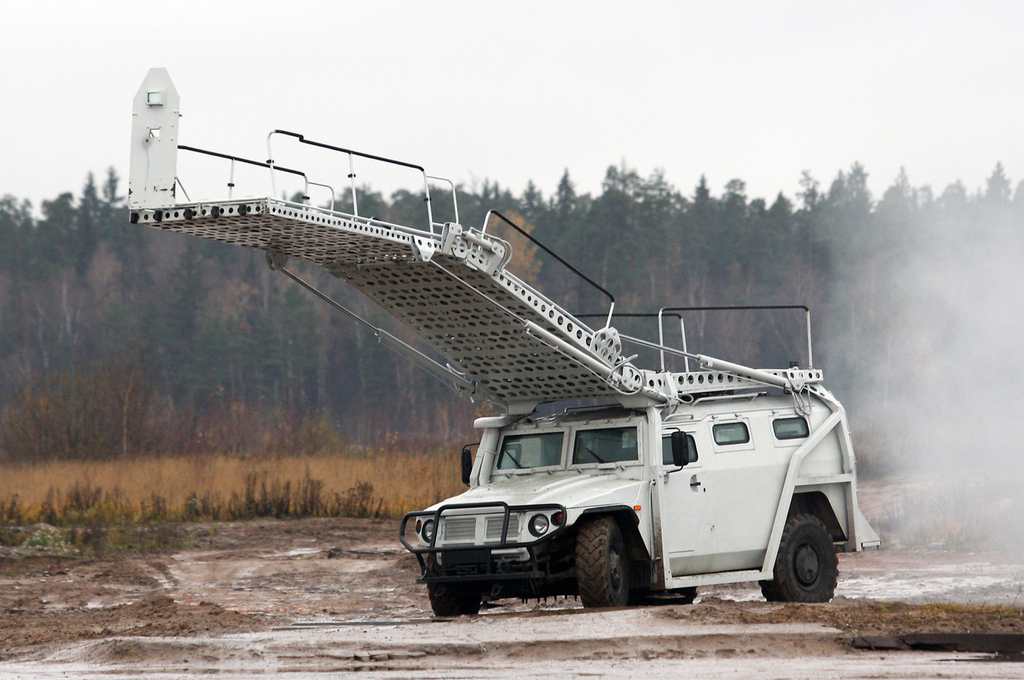
GAZ-233034 SPM-1 AAV
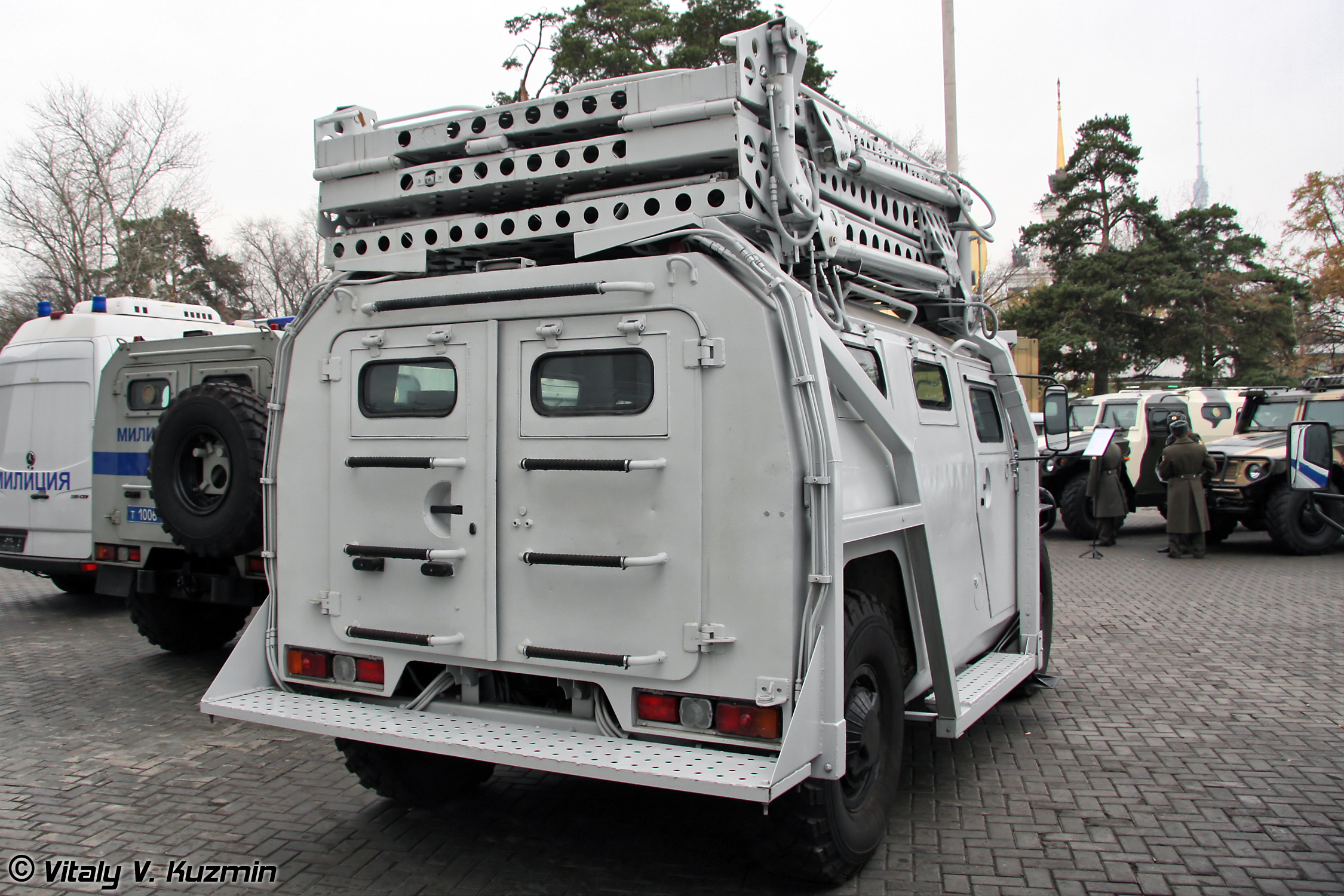
タラップを折り畳んだ状態。

GAZ-233036 "SPM-2"
SPM-1よりも更に高い防弾性能を持つ装甲型SUV。国際規格"IEC50963規格-96年度版" クラス5（全周）の防御力を持つ。SPM-1と同じく内務省OMONなどに配備されている。

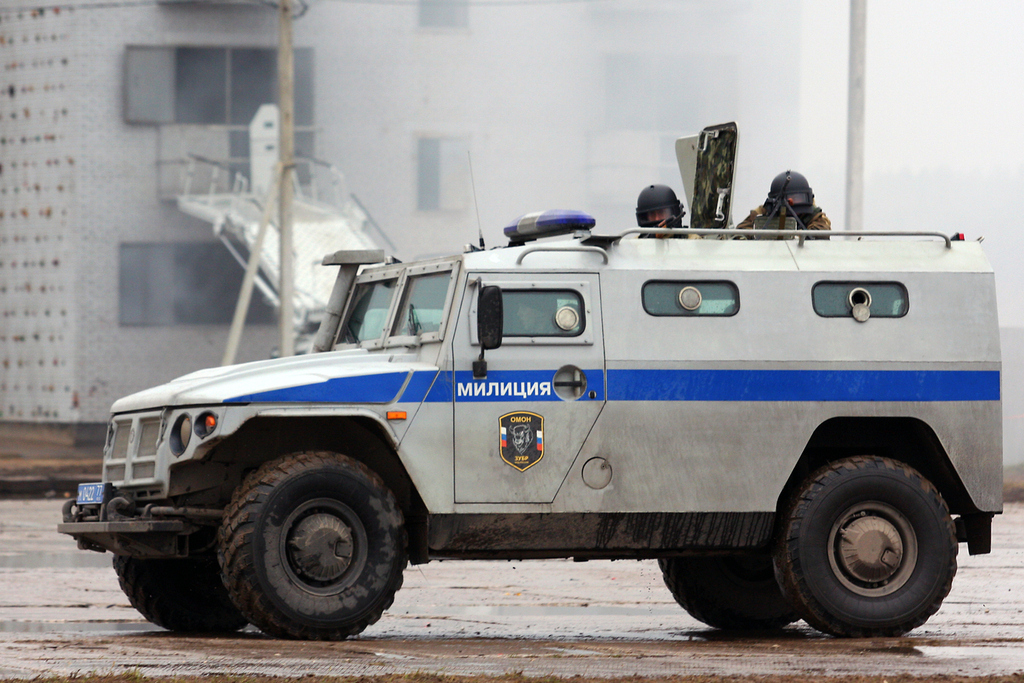
OMONのSPM-2
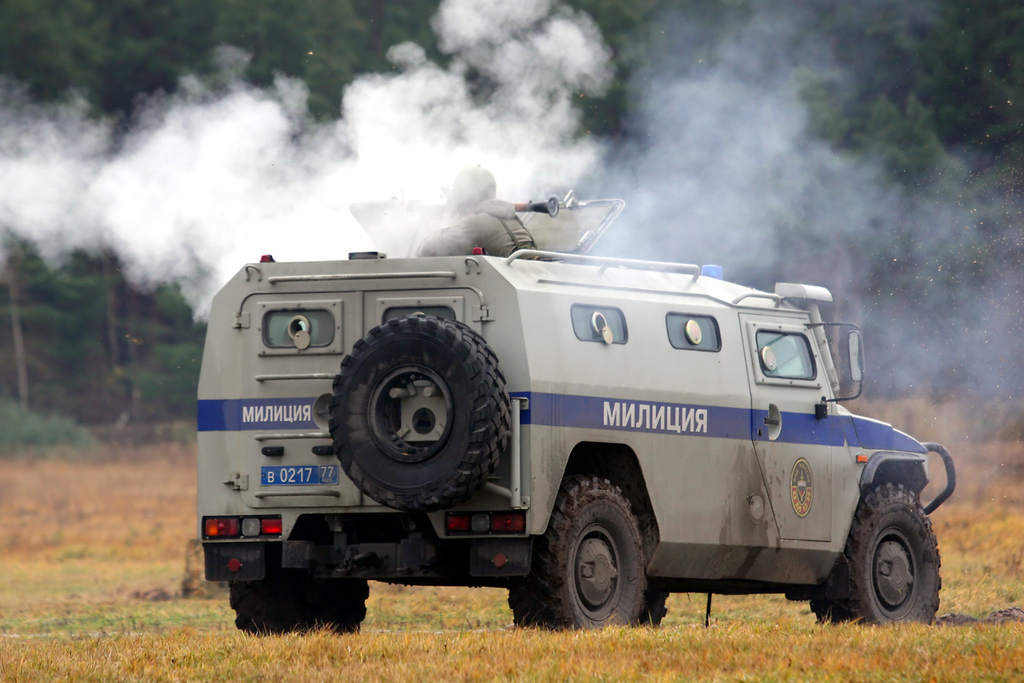
OMONのSPM-2
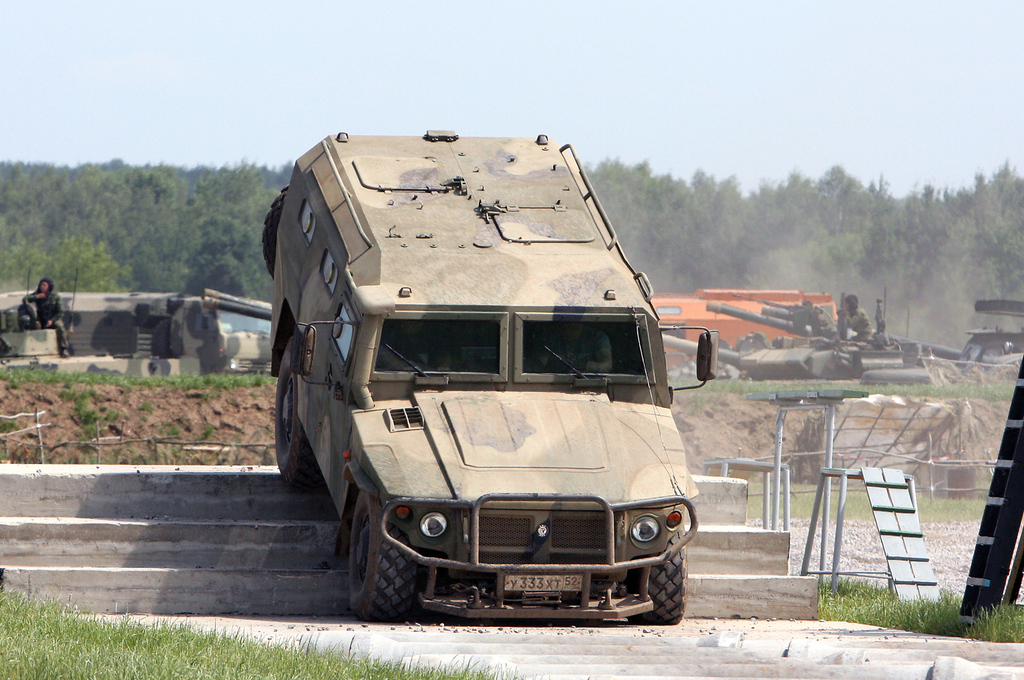
デモ走行を行なうSPM-2、2010年。

R145 BMA
GAZ-233036 "SPM-2" をベースに無線通信設備を搭載した指揮車両型。

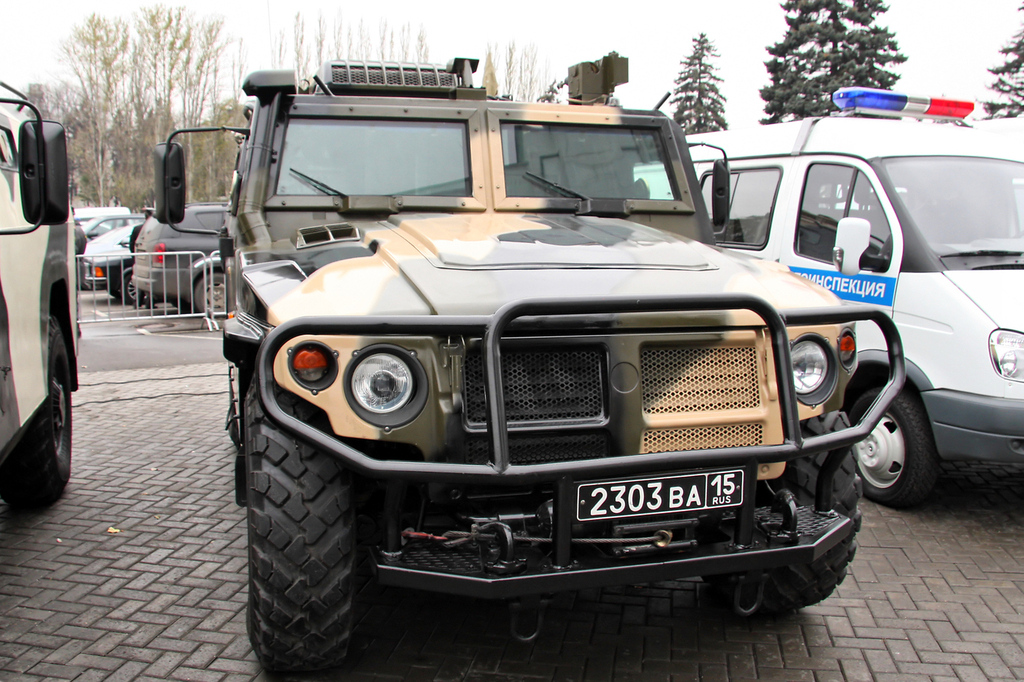
R-145 BMA 指揮車両
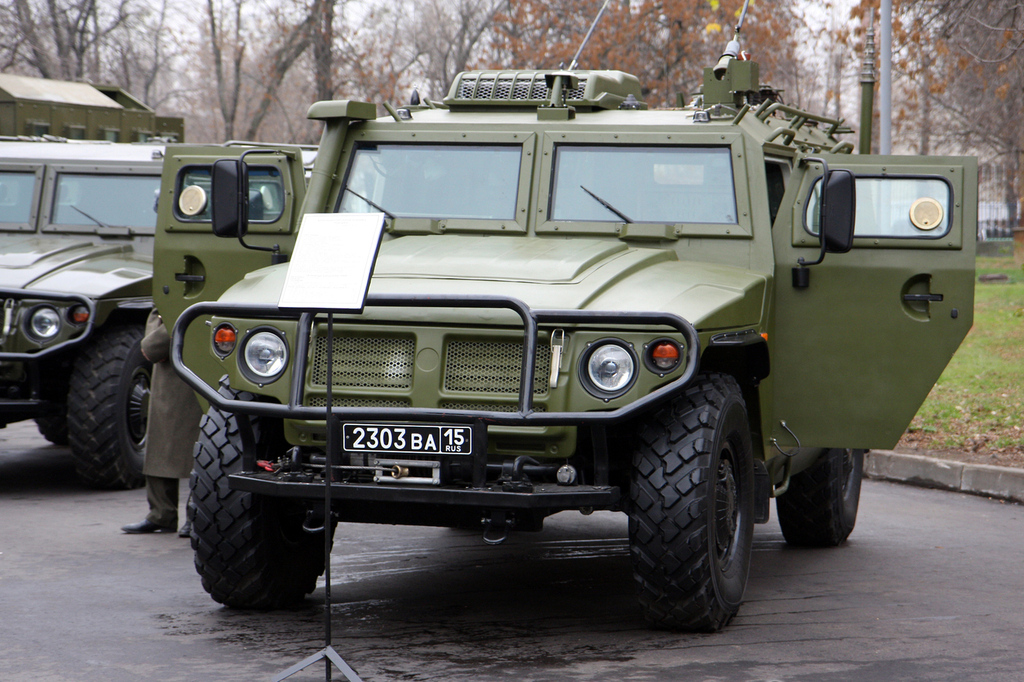
R-145 BMA 指揮車両、2008年。
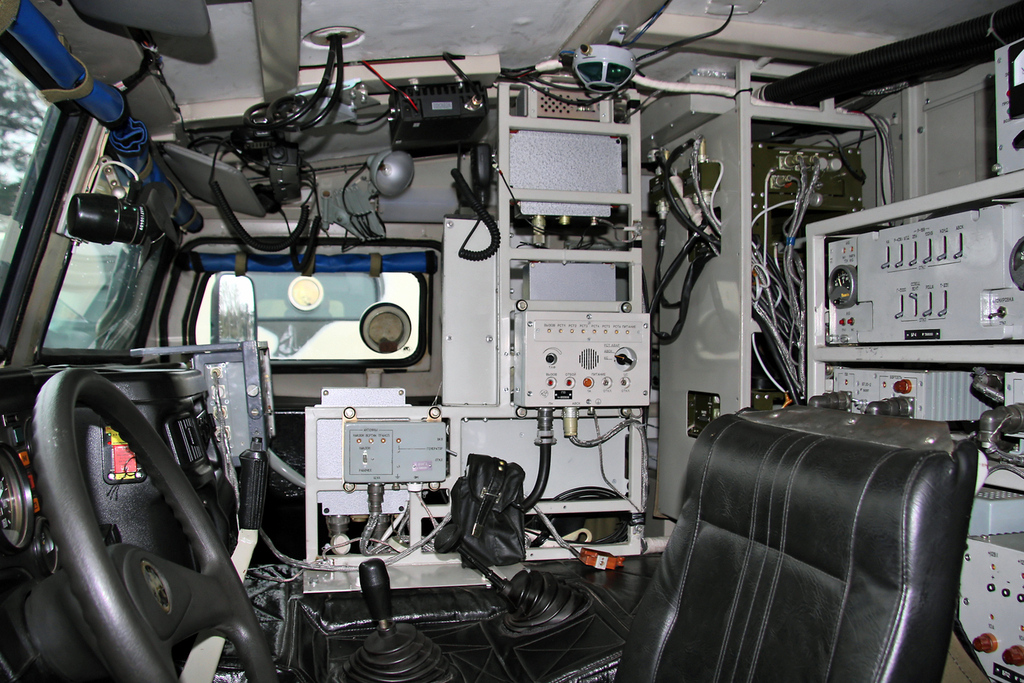
R-145 BMAの車内。

コルネットD / コルネットEM
GAZ-233036 "SPM-2" をベースに8基の9M133 コルネット対戦車ミサイル発射機を搭載した対戦車車両型。カプースチン・ヤールで運用試験が行われた。"コルネットD"はロシア連邦軍における名称で、"コルネットEM"は輸出用の名称と見られている。

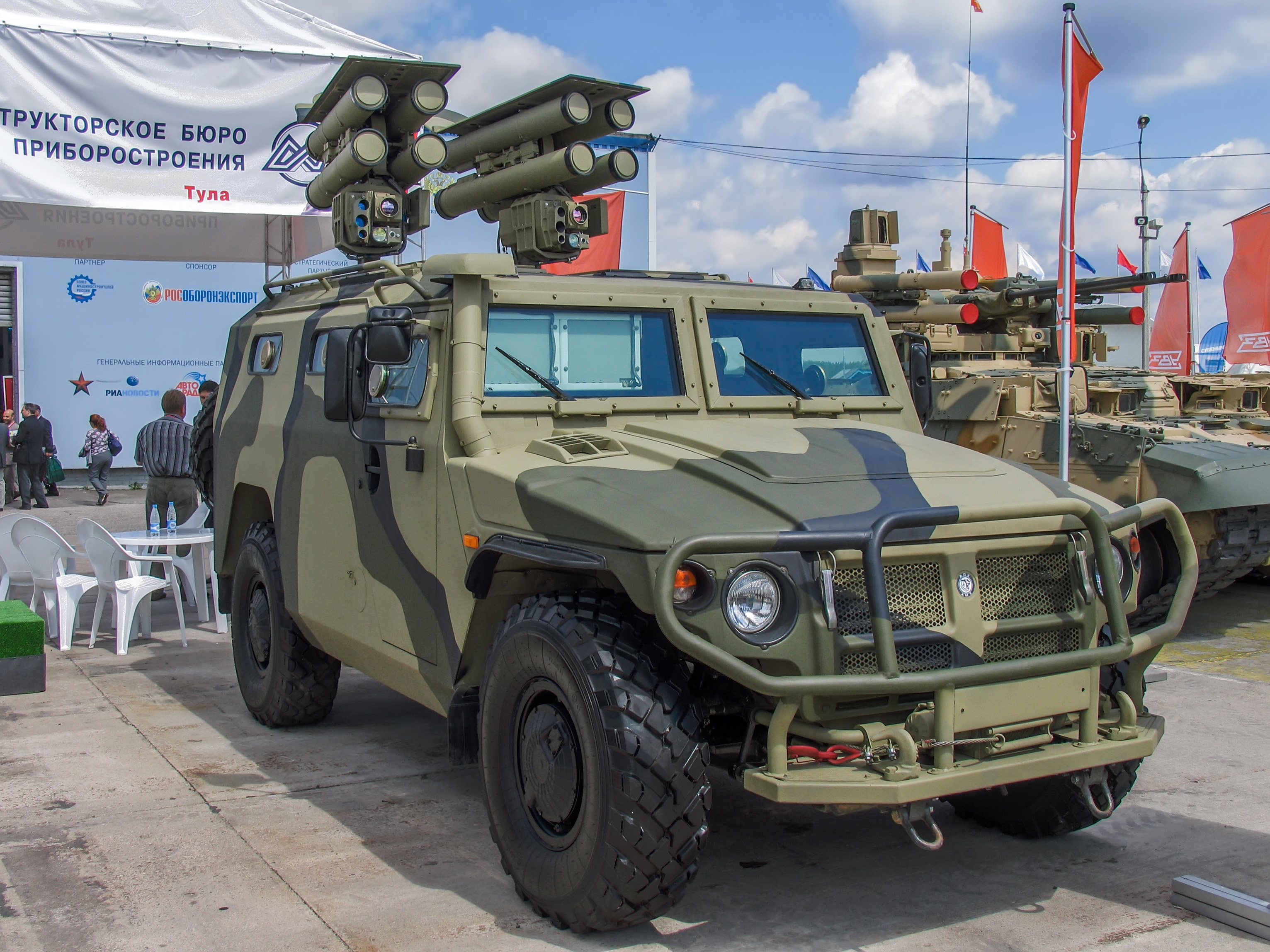
コルネットEM、2012年の展示会。
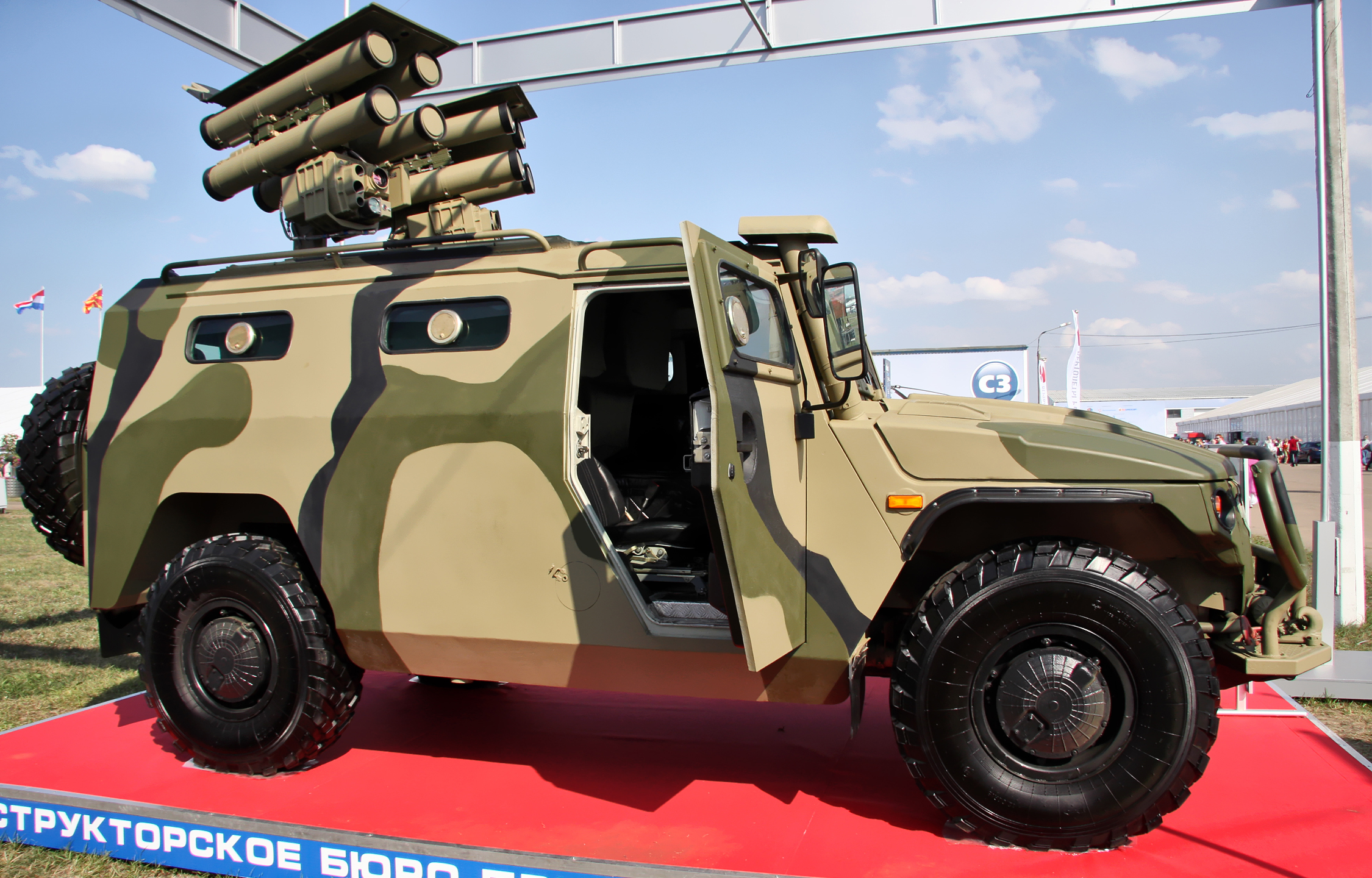
コルネットEM、2011年の展示会。
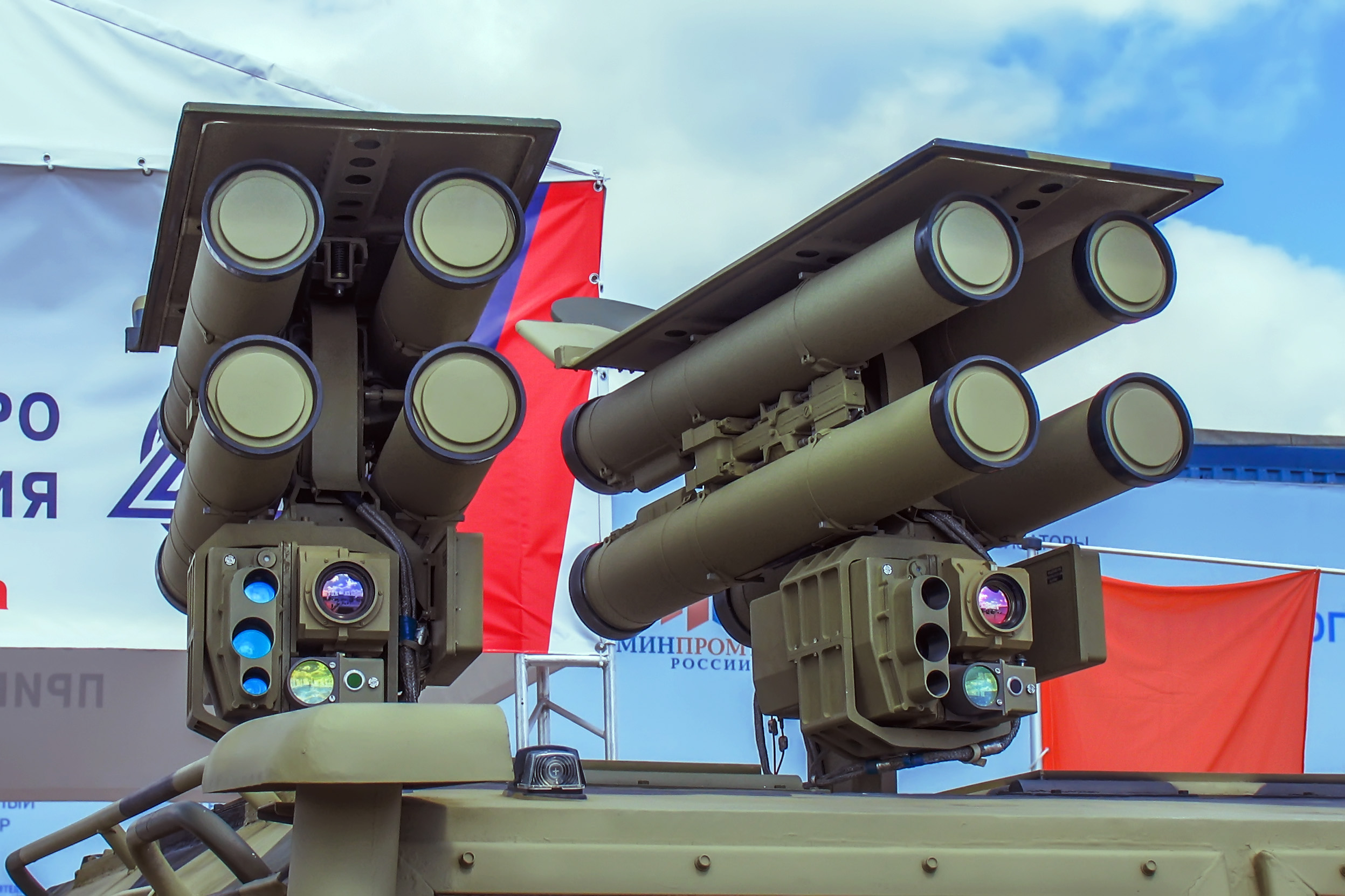
コルネットEMのランチャー部。

"プロジェクト 420"
2010年に開発された試作型で、通常型の2倍以上にあたる出力420馬力のカミンズ製ターボディーゼルエンジンを搭載した車両。加速力が低下したが、最高速度は標準の140km/hから160km/hに増加した。
ティーグル6A SPV
2011年に発表された装甲防御力強化型SUV。GAZ-233036 "SPM-2"をベースに改良され、"IEC50963規格-96年度版" クラス6A相当の防護能力を持ち、地雷への防御も考慮されている。
GAZ-233014 STS ティーグル
ロシア陸軍向けの量産型で、クラス3相当の防御力を持つ軽装甲SUV型。ルーフ上の銃座にPKP ペチェネグ 7.62mm機関銃およびAGS-17 30mmグレネードランチャーの両方を同時に搭載可能である。車内には機関銃弾薬やRPG-26の搭載スペースが確保されている。

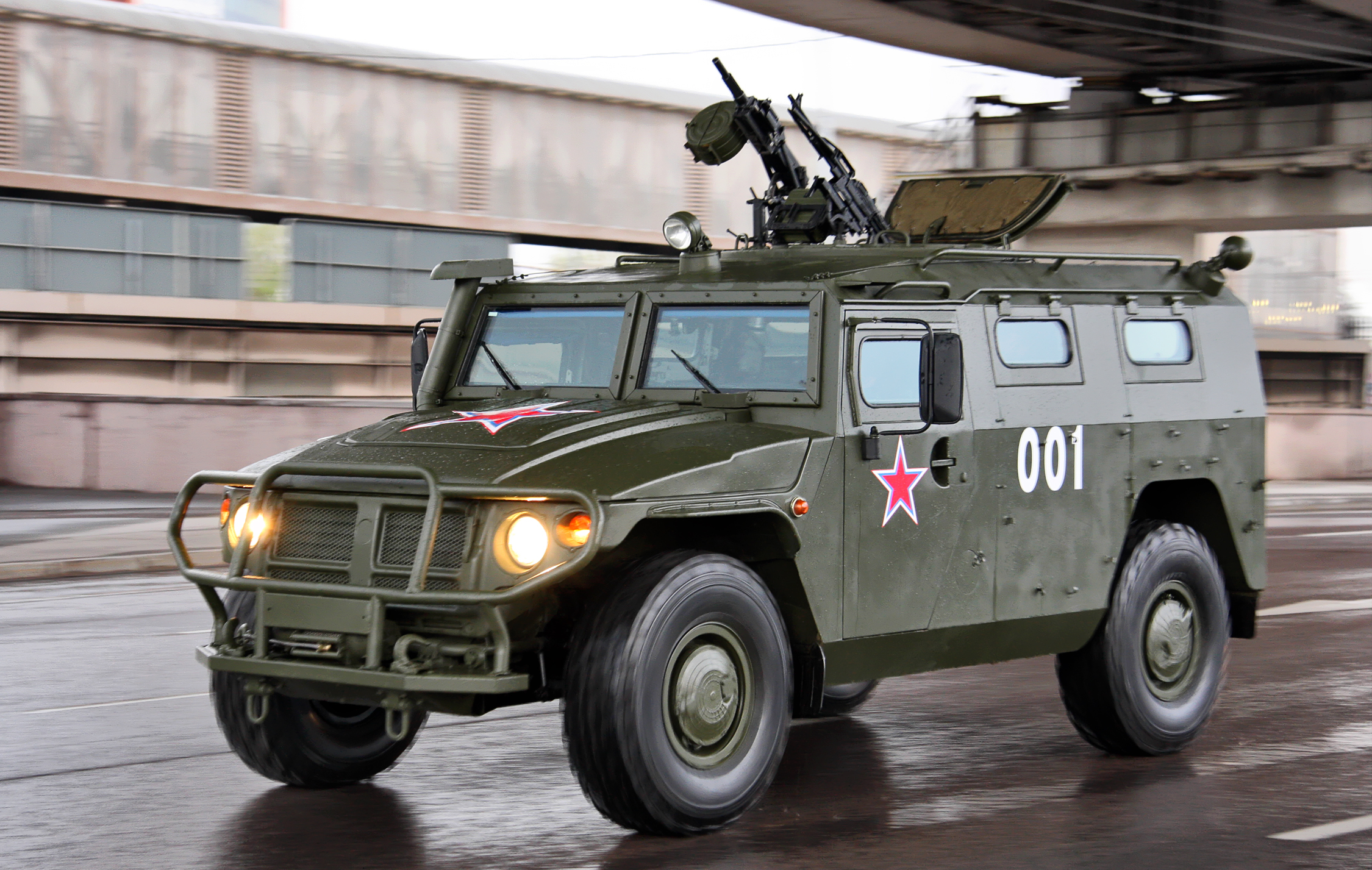
GAZ-233014 STS ティーグル。2011年、モスクワ。
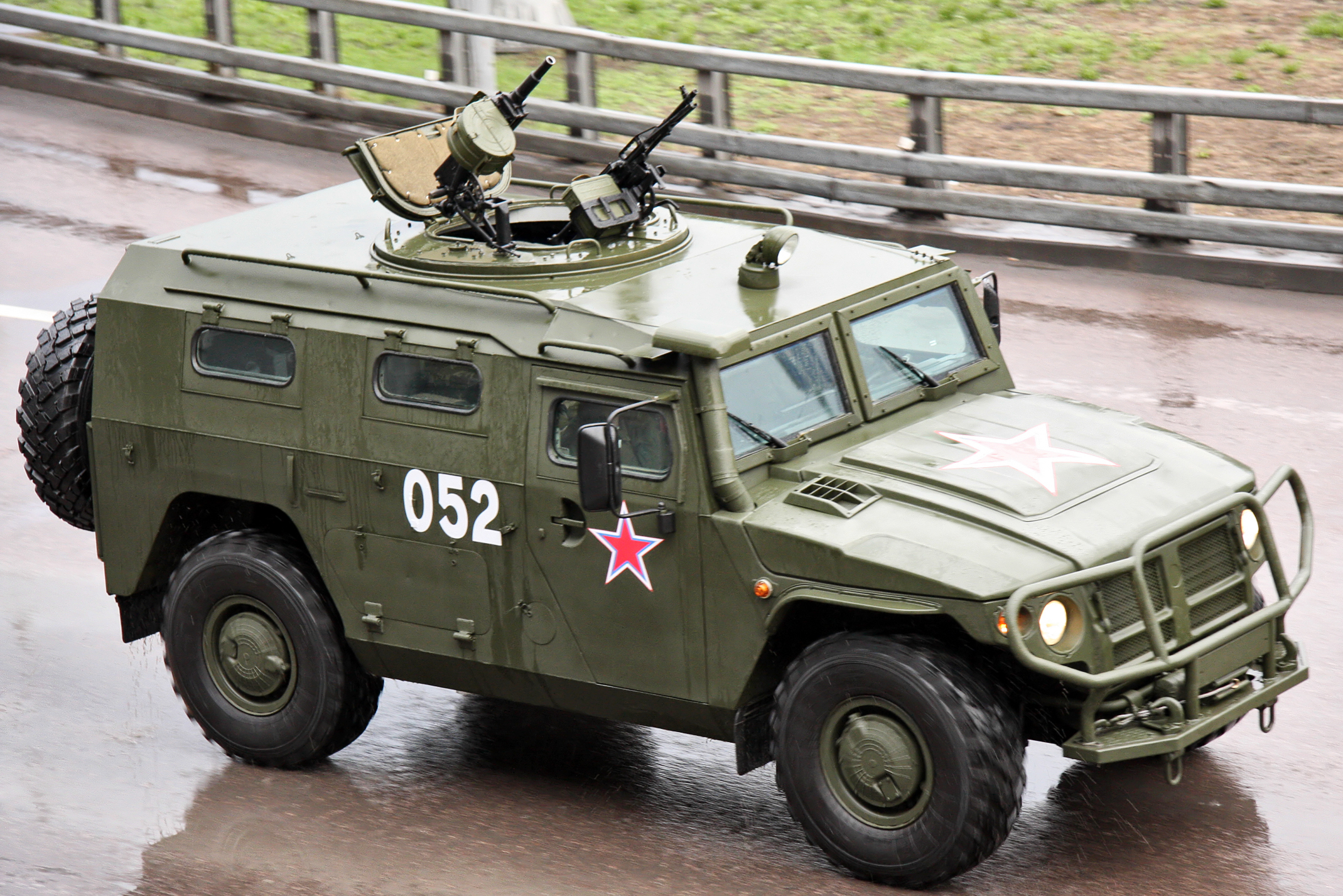
GAZ-233014 STS ティーグル。2011年、モスクワ。

### ティーグルM
GAZ-233114 ティーグルM
2010年の兵器見本市で発表された発展型の装甲SUVタイプ。YaMZ-534ディーゼルエンジンの搭載、後部座席数増加、リアハッチ変更などが行われている。"AMN-233114"、"VPK-233114"の形式表記も見られる。ロシア軍向け量産型の一つである。
ティーグルMシリーズの外観上の目立つ特徴として、エンジン変更に伴いエンジンフード形状が変わり中央部が盛り上がっている点が挙げられる。
RWS（アルバレット-DMなど）に対応しており一部車両に搭載されている（オプション）。またRWSを直接操作するためのハッチが追加されている。

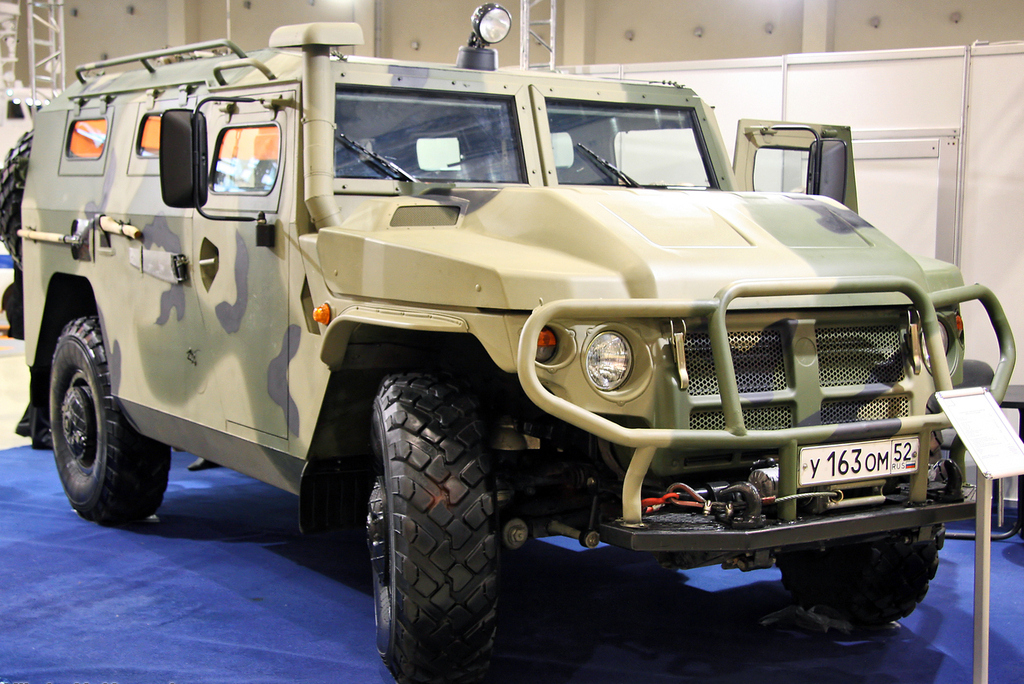
GAZ-233114 ティーグルM
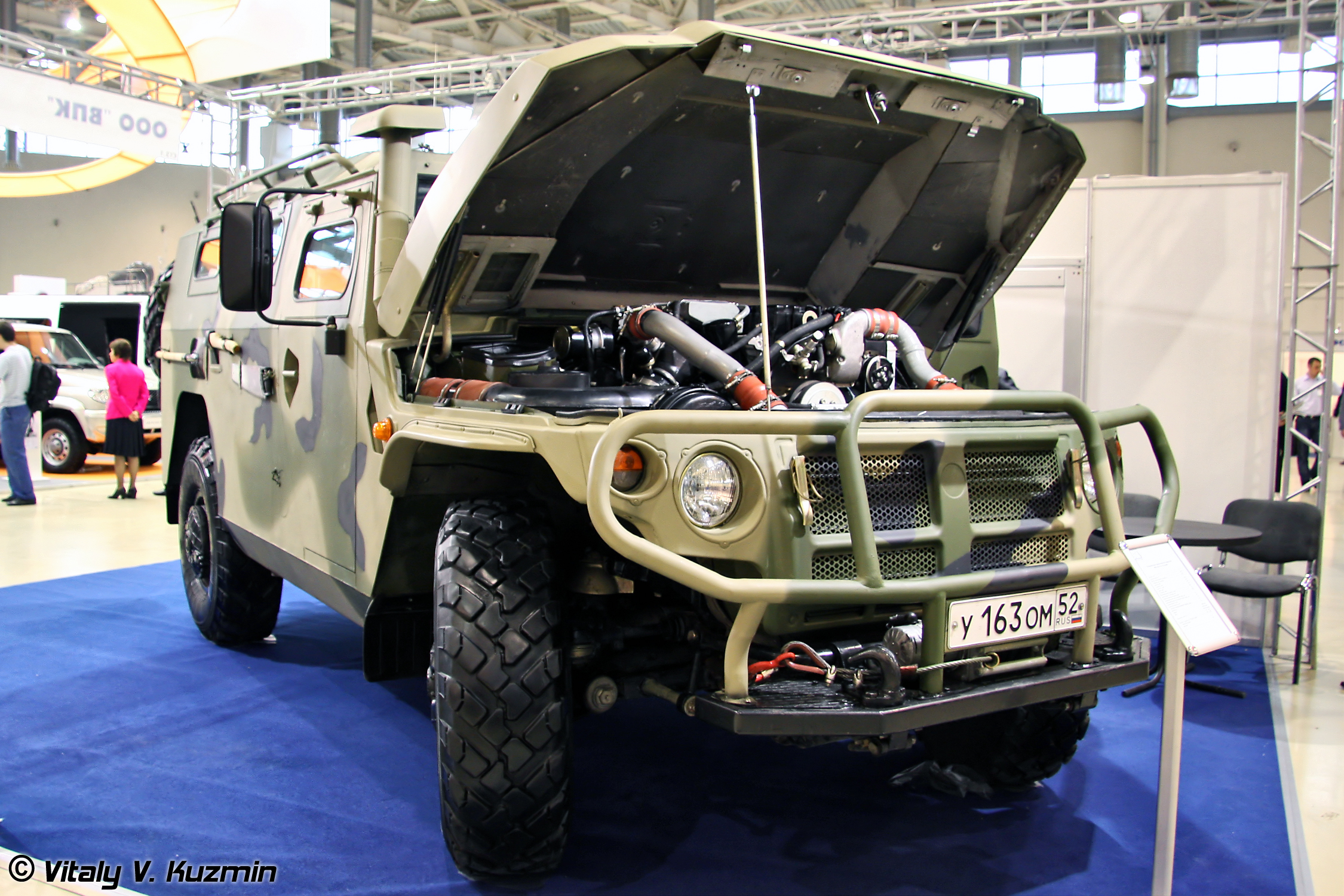
ティーグルMのエンジン。大型化によりエンジンフード形状が変更された。

GAZ-233115 ティーグルM
GAZ-233114の派生型と見られ、2015年・2016年の戦勝パレードに参加した。"ASN-233115"、"VPK-233115"の形式表記も見られる。GAZ-233114との外観上の相違点として、ルーフ中央にGAZ-233014と同様のリングマウントを装備し、ルーフ前方両サイドにスモークディスチャージャーが装着されている事が挙げられる。

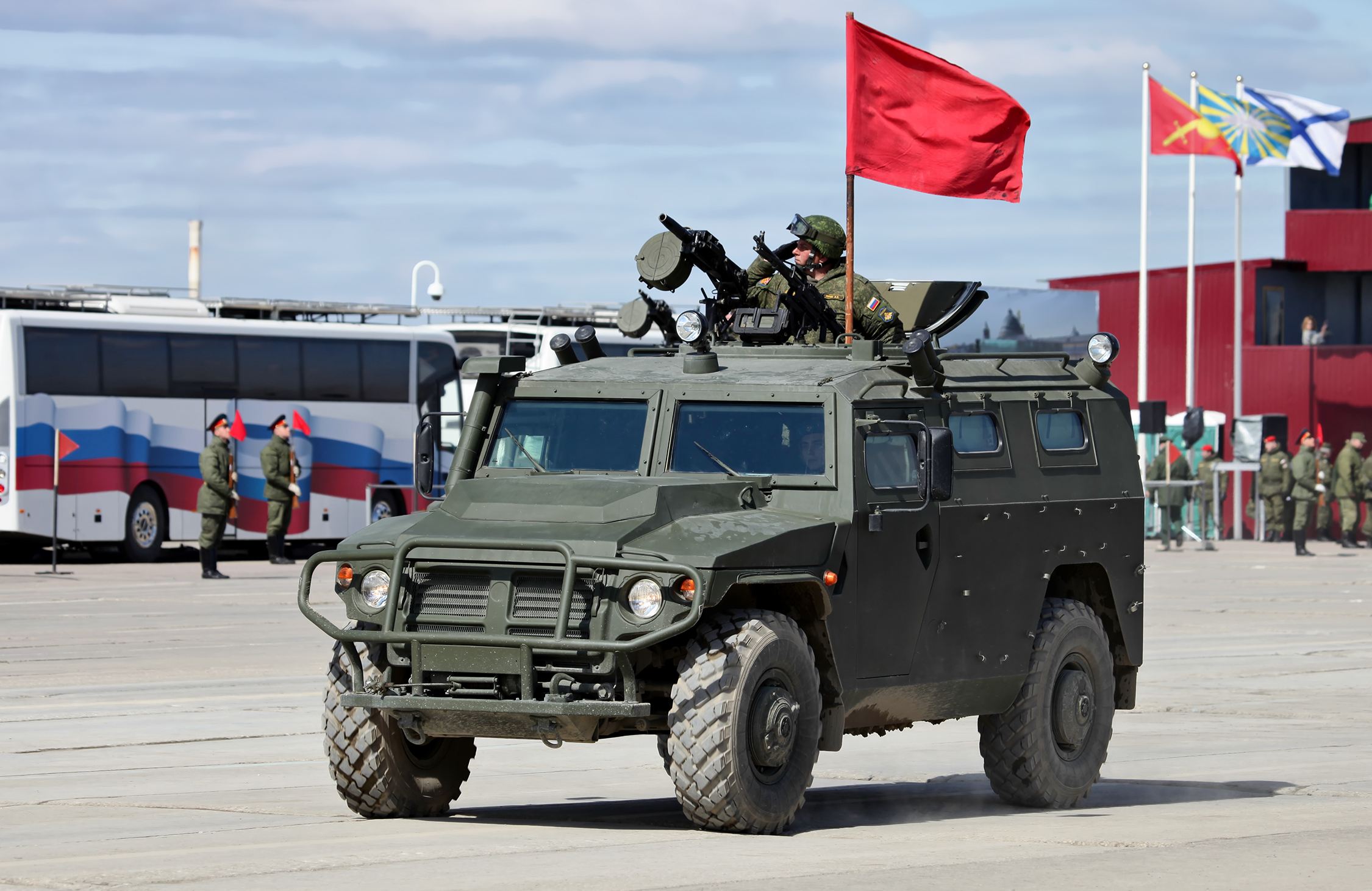
GAZ-233115 (2015年の戦勝パレード訓練)
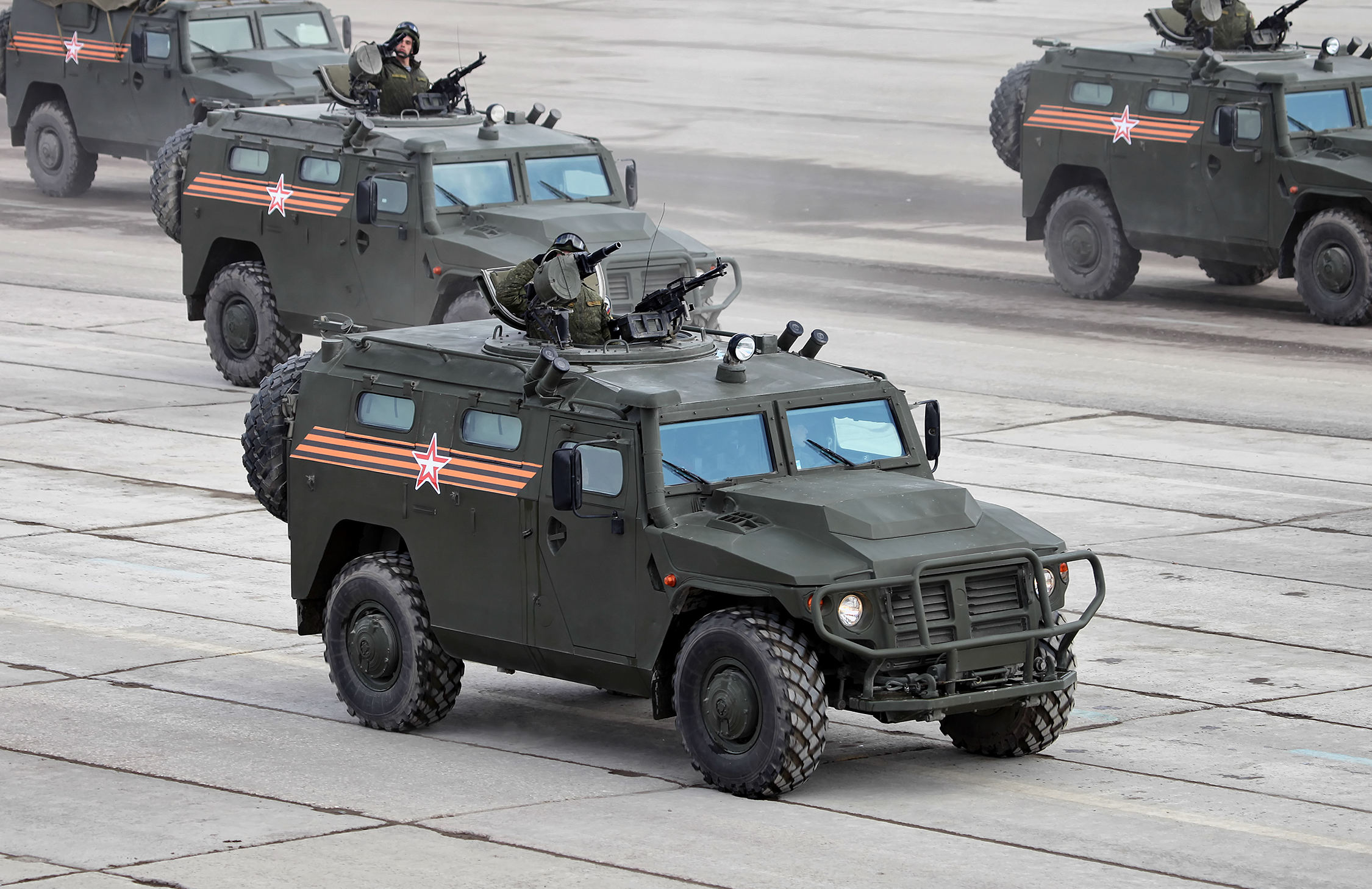
GAZ-233115 (2016年の戦勝パレード訓練)

VPK-233136 ティーグルM
GAZ-233114の派生型と見られ、2012年以降の展示会に出展されている。ルーフ上にはGAZ-233014やGAZ-233115のような円形のリングマウントを備えたハッチではなく、GAZ-233036のような角型ハッチが装備されている。

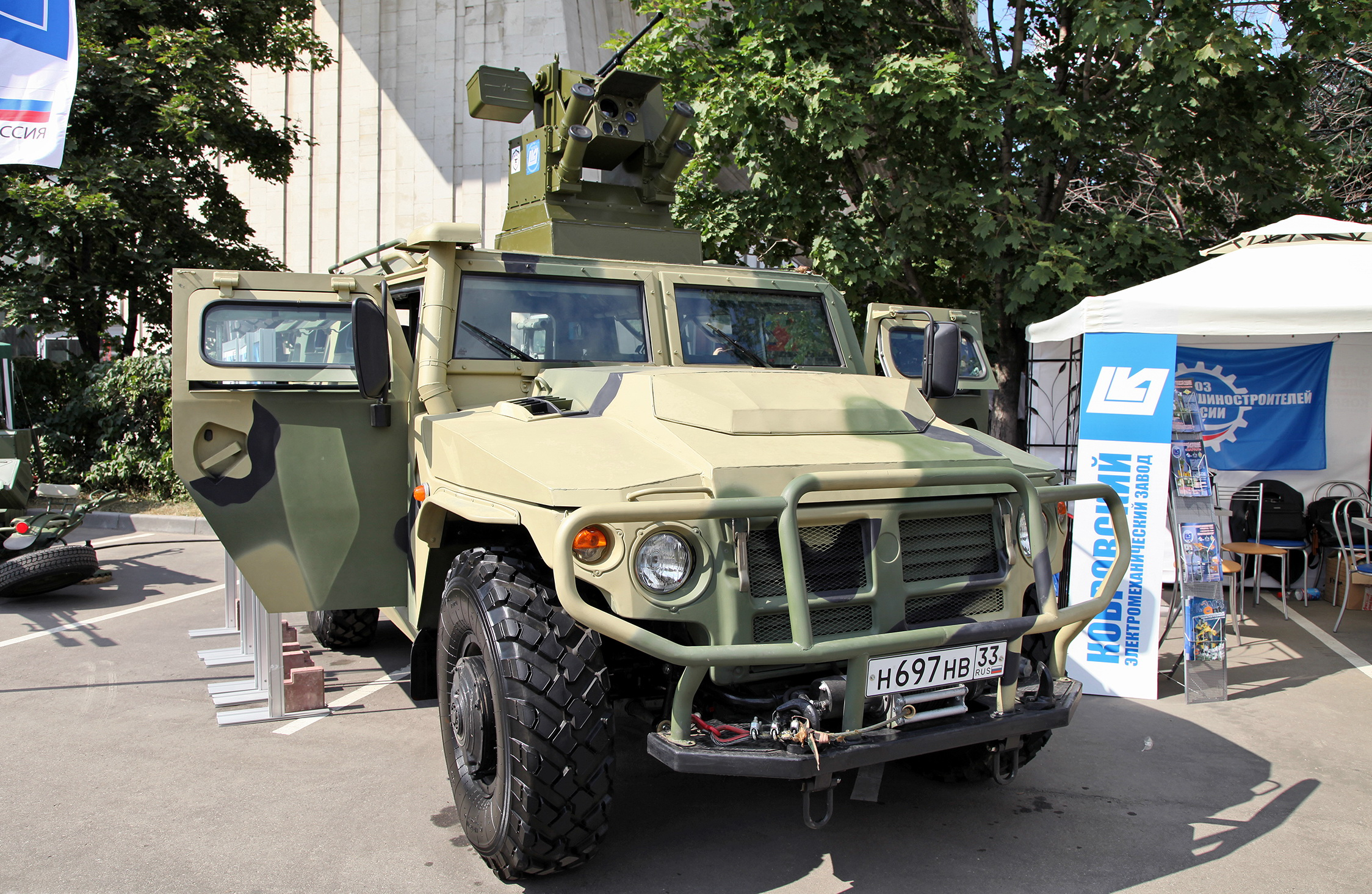
RWSを搭載したVPK-233136 ティーグルM。2013年。
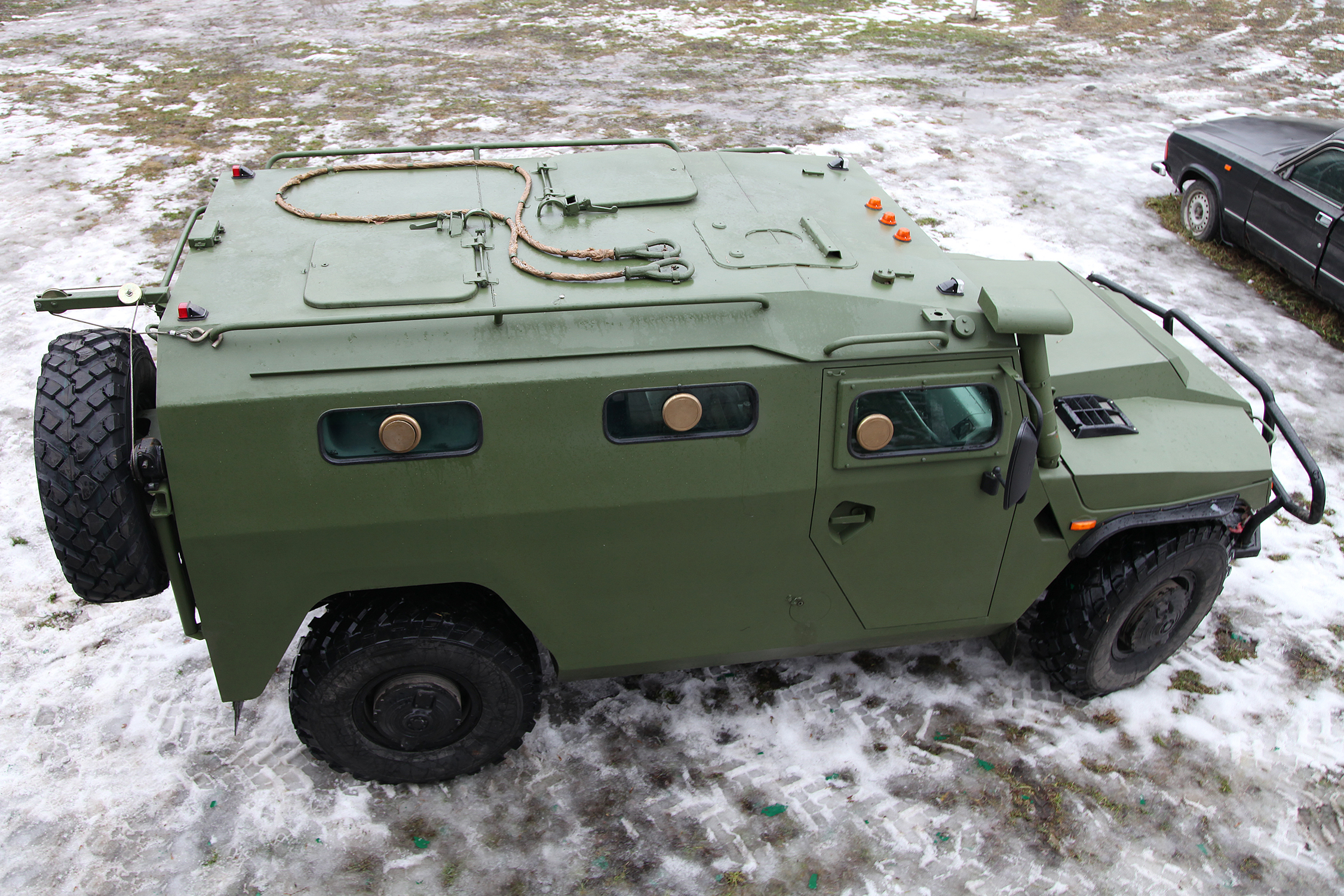
VPK-233136 ティーグルMのルーフ上のハッチ。

#### VPK-233137 ティーグルMD
ロシア空挺軍向けに設計されており、パラシュート機能が予め装備されている。

## 派生型
GAZ-2975 / GAZ-2330の車体コンポーネントを流用して開発された派生車種も開発されている。
GAZ VPK-3927 ヴォルク
GAZのグループ会社であるVPKで開発された、最大でIEC50963規格-96年度版 クラス6A相当の防弾能力、およびNATOのSTANAG 4569規格レベル2a/2b相当の対地雷防御能力を有する装輪装甲車/歩兵機動車。車体を延長した6×6輪駆動型も開発されている。
GAZ-3937 ヴォドニク
ティーグルの車台を利用して開発された装輪装甲車/歩兵機動車。車体上部構造は全くの別物で、SUV型ではなく運転席がフロントタイヤより前方に張り出しており、ティーグルの面影は無くなっている。
ニムル装輪装甲車
アラブ首長国連邦（UAE）でティーグルの設計をベースに開発された4×4輪駆動、SUV型の装輪装甲車。"ニムル"（Nimr）はアラビア語でティーグルと同じくトラを表す語である。
UAEは当初非装甲型のGAZ-2975をテストしたがこれは結局採用せず、ニムルを開発した。ニムルの開発にはGAZのグループ会社の技術者も協力している。
外気温55℃での運用を可能にするなど、中東地域での運用を考えた仕様になっている。2005年頃から量産されており、UAEだけでなく周辺の中東諸国でも採用されている。

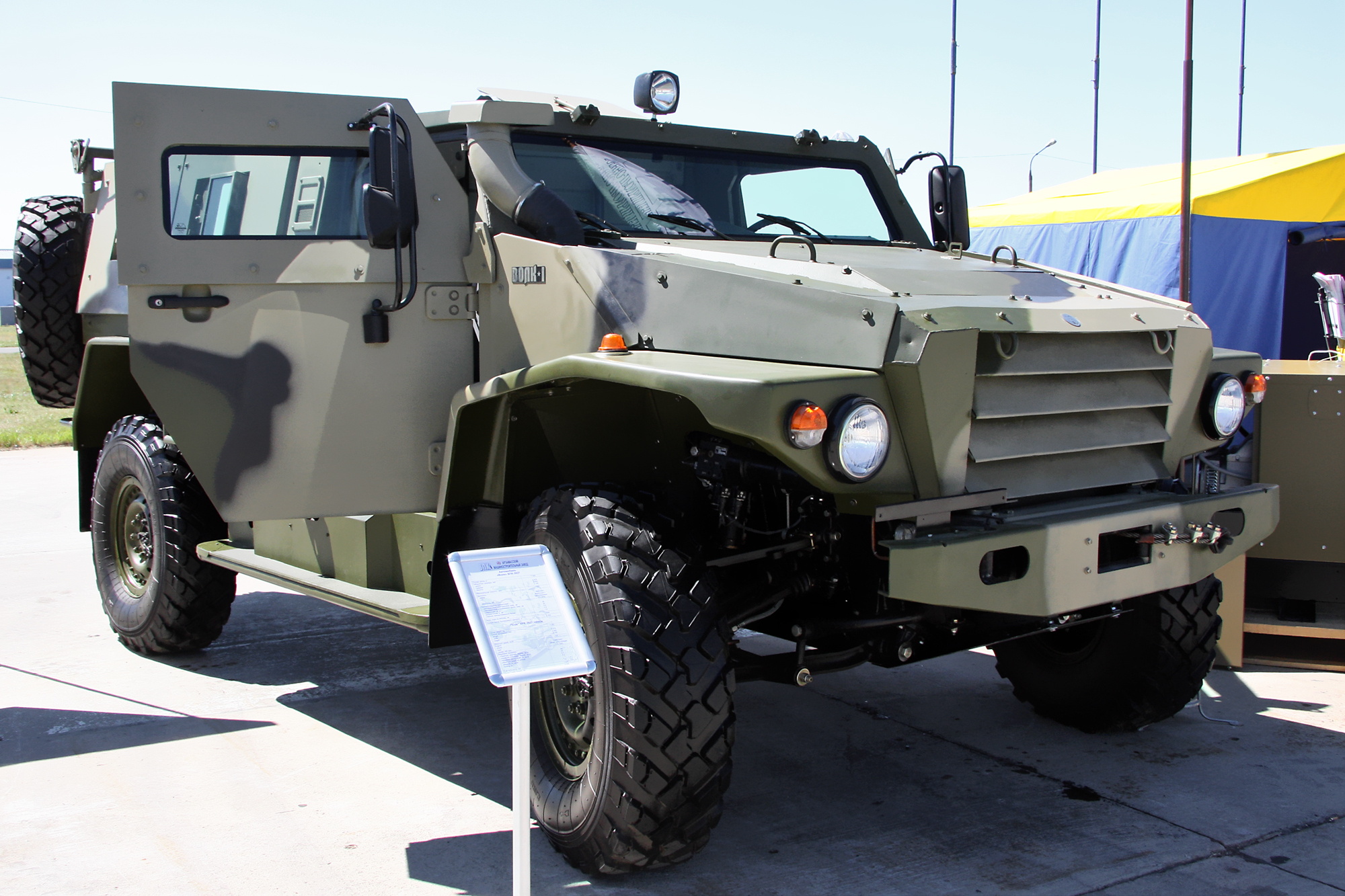
GAZ-3927 ヴォルク
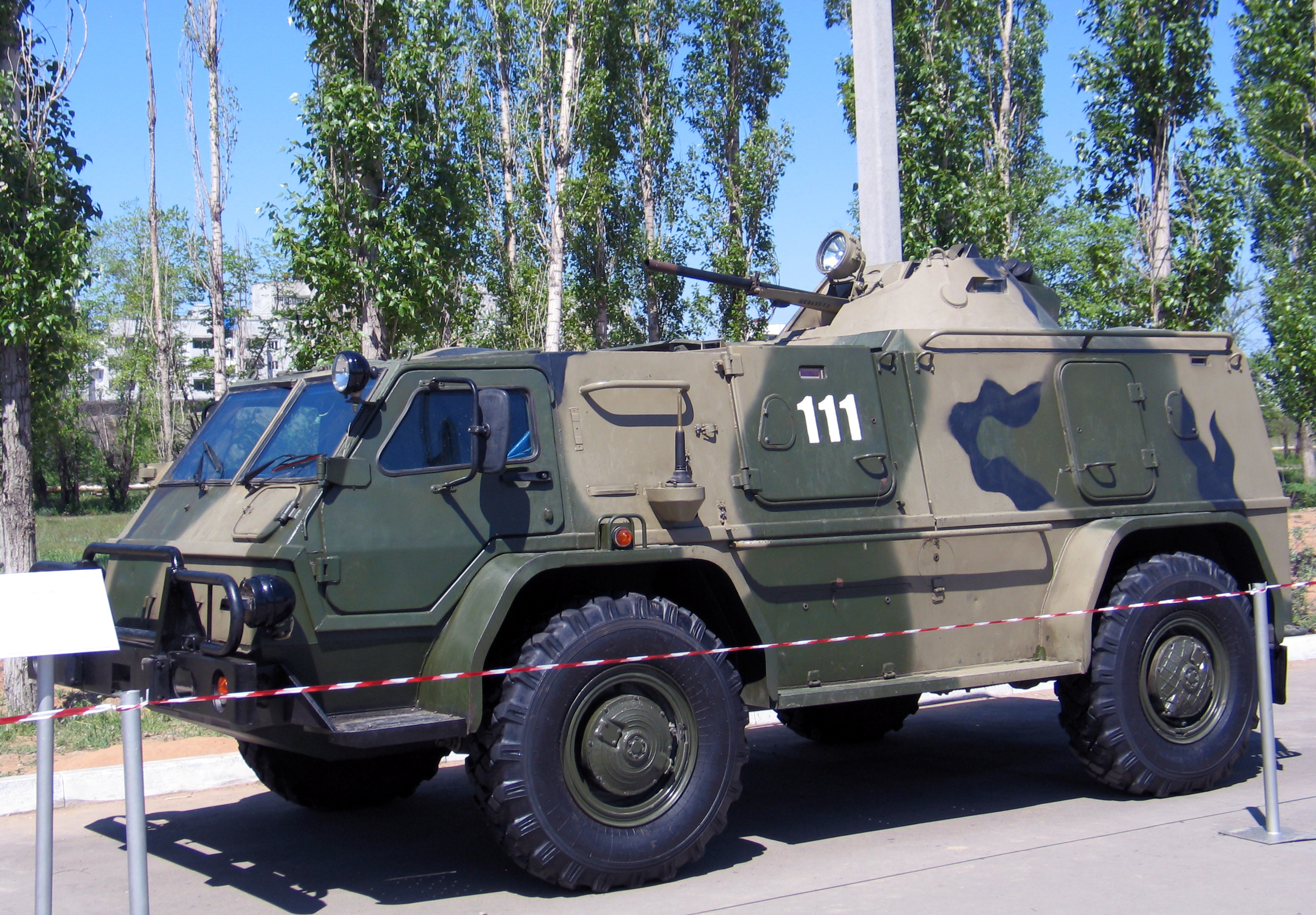
GAZ-3937 ヴォドニク
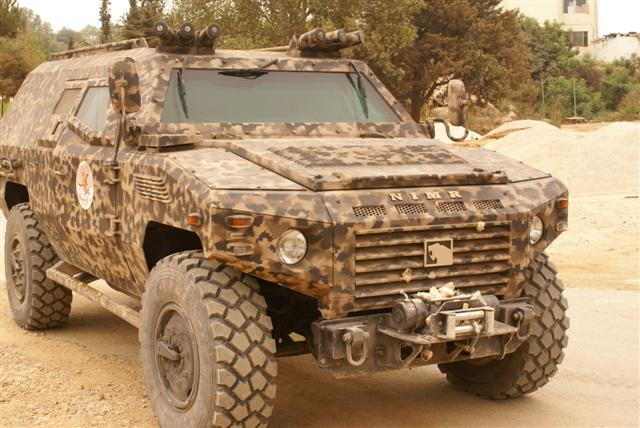
ニムル装輪装甲車 (レバノン軍空挺部隊)

## 運用国

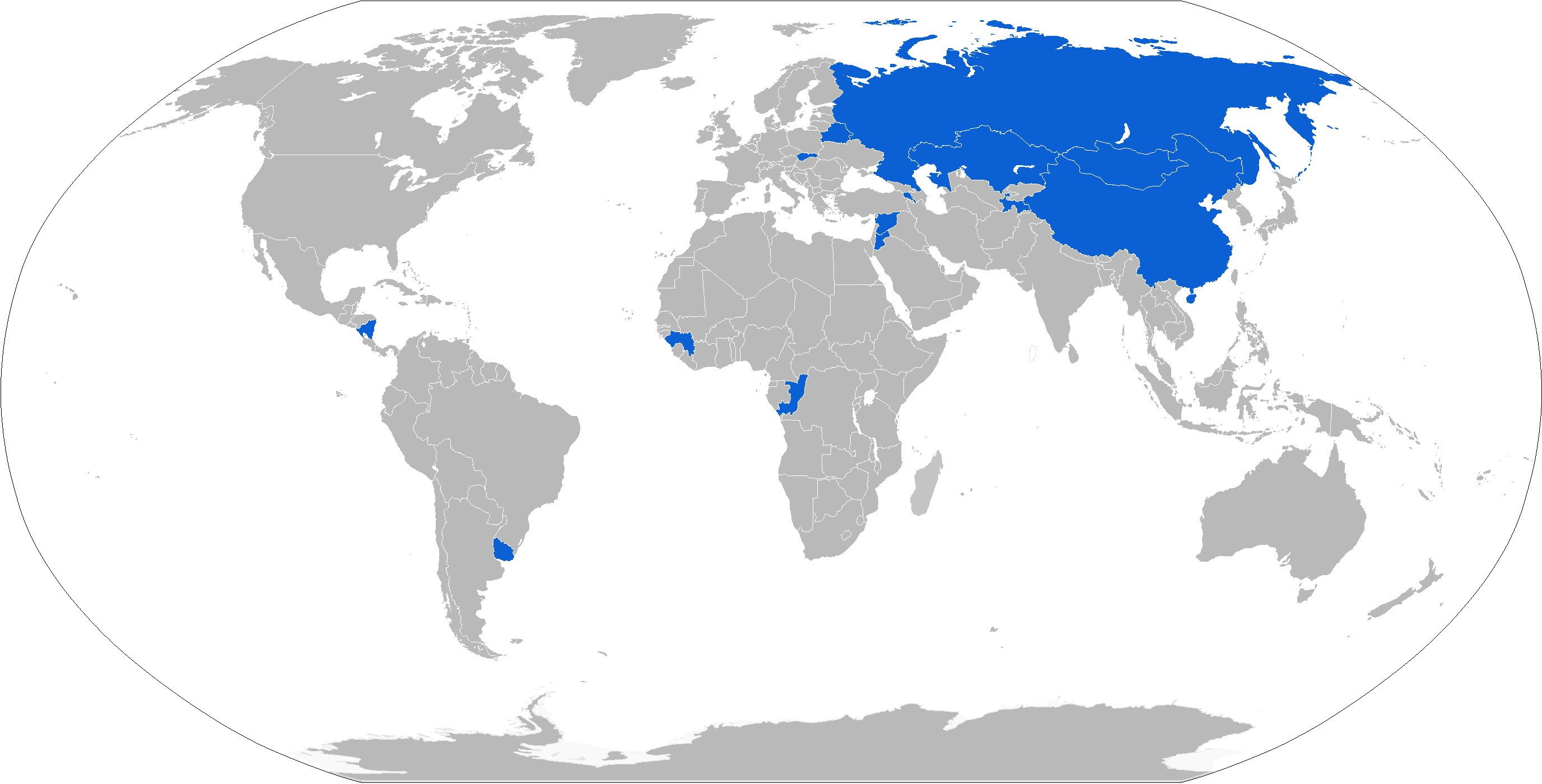
ティーグル運用国（青色）

- ロシア - 700両を調達予定[7][8][9]。2011年時点で約500両[10]。ロシア陸軍および海軍歩兵部隊で運用。
- ベラルーシ[11][12]
- アルメニア - アルメニア陸軍および警察特殊部隊に配備[13]。
- 中華人民共和国 - 人民武装警察部隊に配備[14]。「YJ2080」としてライセンス生産も行われている[14]。
- コンゴ共和国 - 警察特殊部隊に配備[15][16]。
- ギニア - 大統領警護部隊が3両を運用[10]。
- モンゴル - 警察特殊部隊に配備[17]。
- ニカラグア - 2012年に導入契約を結んだ[18]。
- カザフスタン[19]
- キルギス - 2023年時点で、キルギス国境警備隊が54両を保有している[20]。
- スロバキア[21]
- タジキスタン - 2023年時点で、タジキスタン陸軍が保有している[22][12]。
- ウクライナ - ロシア軍から鹵獲した車両を運用。
- ウルグアイ - 2011年に3両を導入[10][23][24]。2024年時点で、ウルグアイ陸軍が48両のGAZ-3937ヴォドニクを保有している[25]。
- ウズベキスタン - 2023年時点で、ウズベキスタン陸軍が保有している[26][27]。
- イエメン
- ザンビア - 35両を運用
- アルジェリア

### 非国家
- シリア反体制派[28]

### 評価試験
- ブラジル - リオデジャネイロの軍警察部隊が評価試験用にGAZ-233036 SPM-2を購入[10]。
- インド - 評価試験のため2両を2008年に購入[10][29]。

## 比較
|          | VBL      | LMV       | コブラ   | 軽装甲機動車 | イーグル | エノク  |
| -------- | -------- | --------- | -------- | ------------ | -------- | ------- |
| 画像     |          |           |          |              |          |         |
| 全長     | 3.87 m   | 5.50 m    | 5.23 m   | 4.40 m       | 5.37 m   | 4.82 m  |
| 全幅     | 2.02 m   | 2.05 m    | 2.22 m   | 2.04 m       | 2.16 m   | 1.90 m  |
| 全高     | 1.70 m   | 1.95 m    | 2.10 m   | 1.85 m       | 2.00 m   | 1.90 m  |
| 重量     | 約3.59 t | 約6.5 t   | 約6.2 t  | 約4.5 t      | 約8.5 t  | 約5.4 t |
| 最高速度 | 95 km/h  | 130 km/h  | 115 km/h | 100 km/h     | 110 km/h | 96 km/h |
| 乗員数   | 2 - 3名  | 1+3 - 6名 | 1+8名    | 1+3 - 4名    | 1+4名    | 2 - 6名 |

|          | EQ2050   | GAZ-2330 | ハスキーTSV     | ホークアイ | KLTV     | L-ATV    |
| -------- | -------- | -------- | --------------- | ---------- | -------- | -------- |
| 画像     |          |          |                 |            |          |          |
| 全長     | 4.97 m   | 5.70 m   | 5.84 - 6.86 m   | 5.78 m     | 4.90 m   | 6.2 m    |
| 全幅     | 2.134 m  | 2.30 m   | 2.438 m         | 2.39 m     | 2.20 m   | 2.5 m    |
| 全高     | 1.916 m  | 2.30 m   | 2.311 - 2.362 m | 2.39 m     | 2.0 m    | 2.6 m    |
| 重量     | 約3.25 t | 約7.6 t  |                 | 約7.0 t    | 約5.7 t  | 約6.4 t  |
| 最高速度 | 135 km/h | 140 km/h |                 | 130 km/h   | 130 km/h | 110 km/h |
| 乗員数   | 1+3名    | 2+10名   | 2+2名           | 1+4 - 5名  | 1+6名    | 1+3名    |

## 登場作品

### 映画
『オーガストウォーズ』
ロシア軍の全面協力で実車が登場。主人公らが、グルジア軍が支配する地域を突破するために使用する。
『TENET テネット』
終盤に登場。ロシアの廃棄都市に一台が放置されており、主要人物がある目的の為に使用する。
『アトラクション 制圧』
『アトラクション 侵略』

### ゲーム
『ゴーストリコン フューチャーソルジャー』
ナイジェリアのPMC「ウォッチゲート」と、ロシアの強硬派組織「レイブンズロック」の影響下にあるロシア軍がGAZ-2330を使用。いずれの車体も機関銃のStoner 96からなる無人砲台を装備し、機銃掃射を仕掛けてくる。
『コール オブ デューティシリーズ』
『CoD:MW3』
ロシア軍とロシア超国家主義派が使用。DShK38重機関銃を装備している。
『CoD:BO2』
キャンペーンではパキスタン軍が兵士の輸送に使用する。『CoD:MW3』とは違い、武装はしていない。マルチプレイでは一部のマップにオブジェとして配置されている。
『CoD:G』
キャンペーンでは連邦軍が使用し、一部車両にはDShK38重機関銃が搭載されている。
『CoD:AW』
北の軍とKVAがDShK38重機関銃を搭載したものを使用する。
『バトルフィールド4』
「SPM-3」の名称でマルチプレイに登場。